# Fort Laprairie
 (novembre 2023).
Si vous disposez d'ouvrages ou d'articles de référence ou si vous connaissez des sites web de qualité traitant du thème abordé ici, merci de compléter l'article en donnant les références utiles à sa vérifiabilité et en les liant à la section « Notes et références ».
Fort Laprairie fut construit en 1687, et servit à la Nouvelle-France jusqu'en 1713.
Le fort fut attaqué par les troupes coloniales britanniques en 1691, mais résista aux envahisseurs.  Les colonialistes anglais et hollandais étaient commandés pas le major Peter Schuyler.